# William Anderson (Kunsthistoriker)
Bror Oscar William Anderson (* 31. Juli 1879 in Karlskrona; † 25. Februar 1939 in Bad Kudowa) war ein schwedischer Kunsthistoriker.

## Leben
William Anderson arbeitete zunächst als Buchhalter, dann als Stationsvorsteher bei der Eisenbahn und schließlich war er von 1911 bis 1919 als Journalist tätig. 1908 lernte er den Kunsthistoriker Johnny Roosval kennen, als dieser zur wissenschaftlichen Untersuchung der dortigen Dorfkirchen Öland bereiste. Er unterstützte diesen bei seinen Forschungen und beschloss, gleichfalls Kunsthistoriker zu werden und sein Leben den schwedischen Dorfkirchen zu widmen. Er zog 1909 nach Lund, um dort Kunstgeschichte zu studieren, wofür er eine Ausnahmegenehmigung erhielt, 1925 wurde er promoviert.
Er verfasste mehrere Bände des Inventarwerkes Sveriges kyrkor. Konsthistoriskt inventarium für die Provinz Blekinge, von denen ein Teil aus seinem Nachlass erschien.

## Schriften (Auswahl)
- Helgonkult i Blekinge (= Antiqvarisk tidskrift for sverige Band 22, Nr. 3). Kongl. Vitterhets historie och antiquitets akademien, Stockholm 1919.
- Den äldre kyrkliga konsten i Blekinge (= Atlas till Sveriges odlingshistoria 2). Lund. 1922.
- Skånes romanska landskyrkor med breda västtorn (= Atlas till Sveriges odlingshistoria 3). Lund 1926 (Dissertation).
- Sveriges kyrkor. Konsthistoriskt inventarium
  - Band 22: Kyrkor i Östra Härad (= Blekinge Band 1, Heft 1). Stockholm 1926.
  - Band 36: Kyrkor i Medelsta härad (= Blekinge Band 1, Heft 2). Stockholm 1932.
  - Band 51: Bräkne härad och Listers härad (= Blekinge Band 2). Stockholm 1941.
  - Band 59: Fredrikskyrkan i Karlskrona (= Blekinge Band 3, Heft 1). Stockholm 1946.
  - Band 61: Trefaldighetskyrkan eller Tyska kyrkan i Karlskrona (= Blekinge Band 3, Heft 2). Stockholm 1951.
  - Band 86: Amiralitetskyrkan i Karlskrona (= Blekinge Band 3, Heft 3). Stockholm 1959.
- Karlskrona: gator och byggnader. Borelius, Lund 1930.